# Scenopinus schroederi
Scenopinus schroederi är en tvåvingeart som först beskrevs av Krober 1913.  Scenopinus schroederi ingår i släktet Scenopinus och familjen fönsterflugor.
Artens utbredningsområde är Costa Rica. Inga underarter finns listade i Catalogue of Life.